# 尼誥大道
尼誥大道（英語：Nicoll Highway），是新加坡的重要幹線公路，以前新加坡總督列誥的名字命名，1954年動工，1956年通車。2004年修建地鐵時曾經倒塌，造成4人死亡。